# Unja
Die Unja (russisch У́нья) ist ein linker Nebenfluss der Petschora im äußersten Südosten der Republik Komi in Nordwestrussland.
Die Unja entspringt im Nördlichen Ural. Sie fließt in überwiegend westlicher Richtung durch das westliche Vorland des Urals und wendet sich schließlich nach Norden. Sie mündet nach 163 km linksseitig in den Oberlauf der Petschora. Im Unterlauf weist sie zahlreiche Mäander auf. Die Unja ist zwischen Ende Oktober / Anfang November und Ende April eisbedeckt. Der mittlere Abfluss am  Pegel Berdish 39 km oberhalb der Mündung beträgt 47 m³/s. Größere Nebenflüsse der Unja sind Kissunja und Umpol, beide von links. Während der Schneeschmelze im Mai führt die Unja im Monatsmittel 200 m³/s. Im Fluss laichen Lachse.